# Hexan-1,6-diamina
L'hexan-1,6-diamina (hexametilendiamina, 1,6-diaminohexà) és un compost orgànic de la classe de les amines. Està constituït per una cadena de sis carbonis i té dos grups funcionals anomenats amines, situats als carbonis 1 i 6. Aquests grups estan formats per un nitrogen, i units a aquest, dos hidrògens. La seva fórmula molecular és {\displaystyle {\ce {C6H16N2}}}.

## Història
L'hexan-1,6-diamina va ser aïllada pel metge xilè Adeodato García Valenzuela, que estudiava fisiologia i formava part d'un equip que treballava al laboratori del pare de la bioquímica, el Dr. Felix Hoppe-Seyler el 1894 a la Universitat d'Estrasburg, llavors part de l'Imperi alemany. Es va aïllar en la descomposició del teixit orgànic, en el grup de les ptomaïnes, i va ser coneguda com "substància de García".

## Propietats
Aquest compost es presenta en forma de líquid transparent i sense color. Es pot arribar a cremar, encara que consta d'esforç perquè s'encengui i és soluble en aigua, i lleugerament soluble en benzè, etanol i èter. L'hexan-1,6-diamina té una massa molar de 116,20 g/mol. La seva densitat varia segons l'estat en què es troba, el compost sòlid té una densitat de 0,84 g/cm3, mentre que en estat gasós quadruplica la densitat de l'aire. El seu punt de fusió es troba als 41 °C, i el punt d'ebullició als 204 °C. Aquest compost s'arriba a descompondre quan arriba als 255 °C. És incompatible amb agents oxidants forts, àcids forts i materials orgànics.

## Preparació
L'hexan-1,6-diamina es produeix en indústries mitjançant dos processos diferents, encara que hi ha més alternatives. El primer procés la hidrogenació es du a terme amb àcid adípic amb amoníac, per així obtenir adiponitril. Aquest està a una alta pressió d'uns 250 bar. Els catalitzadors que s'usen estan fets de cobalt i ferro. El rendiment d'aquest procés és bo, però es generen productes secundaris, aquests inclouen 1,2-diaminociclohexà, hexametilenamina i hexametilendiamina.
{\displaystyle {\ce {NC(CH2)4CN + 4H2->H2N(CH2)6NH2}}}
Un procés alternatiu usa níquel Raney com a catalitzador i adiponitril diluït amb la pròpia hexan-1,6-diamina (on és el dissolvent). En aquest cas no s'usa amoníac i opera a una temperatura de 75 °C i una pressió de 20 bars.
En el segon procés la hidrogenació es realitza a una pressió aproximada de 40 bars. En aquest cas, l'amina se sintetitza per cloració del butadiè, seguida d'una reacció amb cianur de sodi (amb clorur de coure(I) com a catalitzador), que dona lloc a 1,4-dicianobutilè.
En el laboratori es pot sintetitzar a partir del furfural, en la qual el furfural es descarboxila per contacte amb {\displaystyle {\ce {ZnO - Cr2O3}}}. Una vegada obtengut el furfural, amb l'acció del HCl es pot aconseguir una divisió de l'èter (gràcies al seu caràcter alcadiens). Posteriorment d'una conversió addicional amb cianat de sodi i finalment hidrogenació, també es pot obtenir hexan-1,6-diamina.
Una altra manera de sintetitzar-la és fent reaccionar hexan-1,6-diol amb amoníac. La reacció es du a terme en fase líquida o supercrítica a una temperatura de 140 °C, sent així catalitzada per un complex homogeni que conté ruteni.
Anualment es produeix al voltant d'un milió de tones d'aquest compost.

## Usos

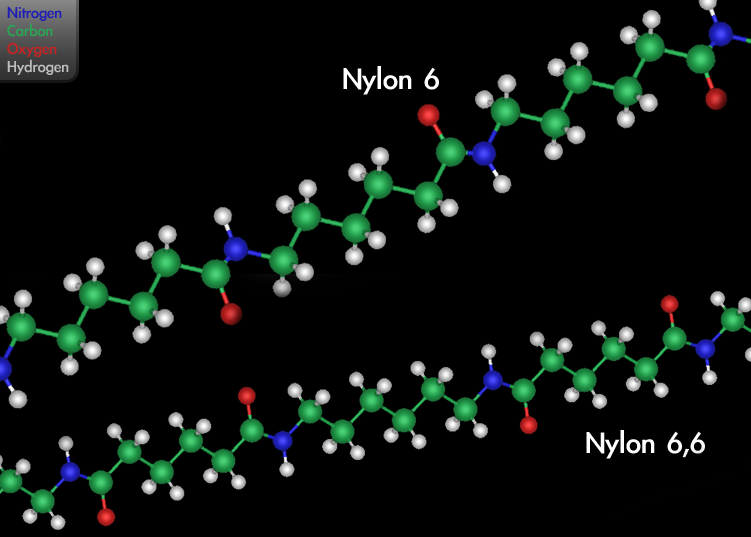
Niló 6,6

L'hexan-1,6-diamina s'usa quasi exclusivament per la producció de polímers, com pot ser el niló 6,6; ja que s'aprofita la seva estructura. Aquest plàstic es forma com a producte de la condensació d'àcid adípic i hexan-1,6-diamina amb l'eliminació d'aigua. L'etapa intermèdia monomètrica també és anomenada sal AH, degut a les primeres lletres dels components.
Aquesta amina és disfuncional en termes de grups amines i tetrafuncional respecte als hidrògens de l'amina. En cas contrari, es genera dissociat d'hexametilè (HDI) a partir d'aquesta diamina a través de fosfatació com a matèria primera de monòmer en la producció del poliuretà.

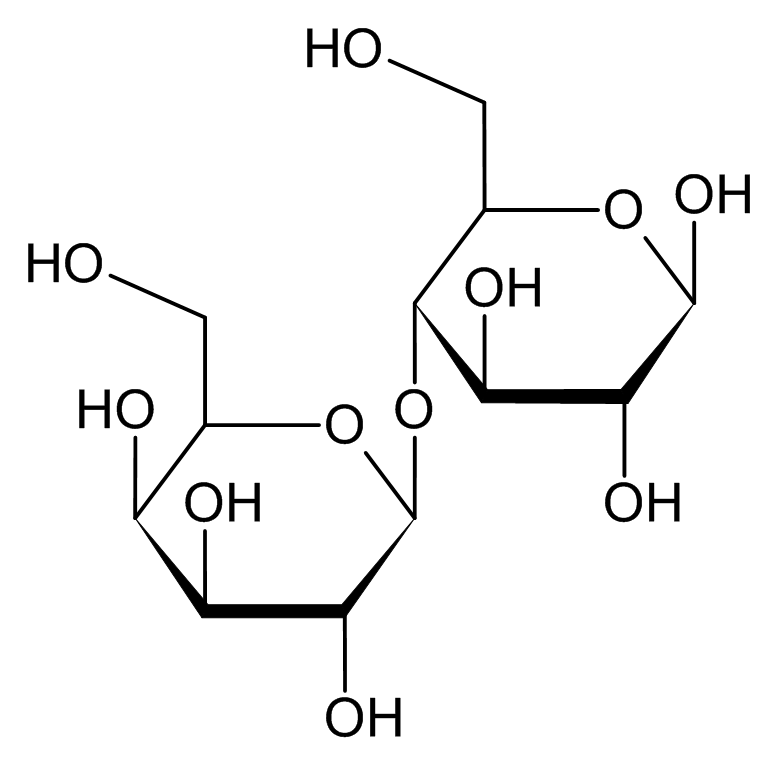
Lactosa

A través d'estudis sistemàtics sobre la reacció de la lactosa/lactulosa amb amines, s'ha descobert que l'hexan-1,6-diamina sintetitza un tint vermell molt similar al que produeixen les reaccions de Wöhlk i la prova de Fearon amb solució alcalina, amb un pH 13. Aquesta reacció amb solució d'hexan-1,6-diamina 0,025 molar a una temperatura de 60 °C té un rendiment millor en l'avaluació de riscs que el procés comparable amb amoníac i metilamina. Aquest procediment es pot usar com a reacció de detecció semiquantitativa per a disacàrids amb enllaços 1,4; com poden ser la lactosa, maltosa, cel·lobiosa, lactulosa, etc. S'exclouen els monosacàrids reductors i sucres no reductors (sacarosa).
L'hexan-1,6-diamina s'usa per revestiments, com poden ser lubricants i productes pel tractament d'aigües. I, com totes les diamines primàries, és bivalent en poliamidificacions i tetravalent quan actua com a catalitzador amb resines diepoxídiques.
Aquest compost també s'empra com a precursor de l'azepà, mitjançant una reacció, que té lloc entre els 80 i 150 °C, a 30 mmHg de pressió i usant com a catalitzador níquel o cobalt. Altres materials es poden obtenir a partir de la síntesi d'aquesta diamina, com poden ser la mucoanamida o l'hexan-2t,4t-dienodiamida; nitrils, com poden ser l'hexan-2t,4t-dienodinitril o 3-pentenonitril.
Per acabar, aquesta diamina s'ha ofert el seu ús en composicions d'agents antibacterians, els quals destrueixen biopel·lícules, i també que contribueixen al fet que les cèl·lules bacterianes desenvolupin resistència als antibiòtics.

## Toxicitat
L'hexan-1,6-diamina és moderadament tòxica, no obstant això, igual que altres amines bàsiques, pot causar cremades greus i irritacions severes. Si aquest compost s'inhala, pot causar tossina, dificultat respiratòria i mal a la gola. En cas de contacte amb la pell i ulls pot produir ampolles.
En el cas de riscs mediambientals, aquesta diamina existeix com un catió 2+. A causa del seu baix valor del coeficient de partició del carboni orgànic (Koc = 286), aquesta substància és considerada molt mòbil en sols i la seva elevada solubilitat en aigua suggereix que en la gran majoria es trobarà en fase aquosa. L'hexan-1,6-diamina presenta una toxicitat baixa en peixos d'aigua dolça i només una toxicitat més alta pel microcrustaci Daphnia magna i per espècies d'algues Selenastrum capricornutum.